# 郯国故城
郯国故城，位于山东省郯城县城北侧。春秋时为郯国都城。秦汉至南北朝历为县、郡（国）治所。元代在其南侧另建新城。故城址轮廓清晰，呈不规则四边形，周长4696米，城垣为黄土夯筑，基宽40米，顶宽15米，高40米。四面设门，为青石砌筑。今仅存西、北城墙局部。古城东北隆起部分为古帅军台址。故城内曾出土石斧、绳纹陶片、残陶鬲等。